# Мейрик, Томас
Сэр Томас Чарлтон Мейрик, 1-й баронет (англ. Thomas Charlton Meyrick, 1st Baronet; 14 марта 1837 — 30 июля 1921) — британский политик, член парламента от Консервативной партии.

## Биография
Сын Джона Чивертона Чарлтона. При рождении именовался Томасом Чарлтоном, но в 1858 году принял фамилию своего деда по материнской линии Томаса Мейрика. С 1868 по 1874 год заседал в Палате общин от округа Пембрук. В 1880 году получил титул баронета.
Имел воинское звание подполковника. После увольнения из регулярной армии, получил звание почётного полковника 3-го батальона Королевской лёгкой пехоты Шропшира.

## Личная жизнь
Женился на Мэри Рода. Титул баронета унаследовал их старший сын Фредерик.